# نصف ميت (فلم)
نصف ميت (بالإنجليزية: Half Past Dead) هو فيلم أكشن تم إنتاجه في الولايات المتحدة وصدر سنة 2002، من بطولة ستيفن سيغال وموريس كستنائي وجا رول.

## القصة
يذهب ساشا لص السيارات المحترف للعمل لدى زعيم عصابةٍ خطير، يتعرضون لهجومٍ من المباحث الفيدرالية ويحدث تبادل لإطلاق النيران يؤدي لإصابة ساشا برصاصةٍ مميتة. يصبح ساشا على مشارف الموت ولكنه يتعافى من إصابته بمعجزة، يرسلونه لقضاء عقوبته في سجن ألكتراز الذي يتميز بوجود خمس غرف للإعدام بطرقٍ مختلفة. يبدأ التجهيز لإعدام المجرم ليستر الذي قام بسرقة كميةٍ من الذهب تبلغ قيمتها 200 مليون دولار، لا يعرف أحد مكان هذه الثروة الضخمة. يقوم فريق من الإرهابيين باقتحام السجن، ويحاولون معرفة مكان الذهب المسروق من ليستر، فيحاول ساشا منعهم من النجاح في مهمتهم.

## الميزانية والإيرادات
كلف الفيلم 25 مليون دولار وحقق أرباح تقدر بـ 19.2 مليون دولار.

## روابط خارجية
مقالات تستعمل روابط فنية بلا صلة مع ويكي بيانات